# Vechte
Vechte (niem., dlnsaks. Vechte, nid. (Overijsselse) Vecht) – rzeka w Niemczech i Holandii, która łączy się z Zwarte Water.